# هارو الغربية (دائرة انتخابية في المملكة المتحدة)
هارو الغربية (بالإنجليزية: Harrow West)‏ هي إحدى الدوائر الانتخابية في المملكة المتحدة الممثلة في مجلس العموم في برلمان المملكة المتحدة.
عضو البرلمان الذي يمثلها حالياً هو :Mr Gareth Thomas (Lab/Co-op).